# Agrochola intermedia
Agrochola intermedia là một loài bướm đêm trong họ Noctuidae.